# Miguel Najdorf
Miguel Najdorf (n. 15 aprilie 1910, Grodzisk Mazowiecki, lângă Varșovia, Polonia - d. 4 iulie 1997, Málaga, Spania) a fost un mare maestru la șah, argentinian de origine poloneză, faimos pentru a sa variantă Najdorf.
1. 1 2  Miguel Najdorf, Find a Grave, accesat în 9 octombrie 2017
2. ↑  Czech National Authority Database, accesat în 1 martie 2022